# Concistori di papa Clemente XIII

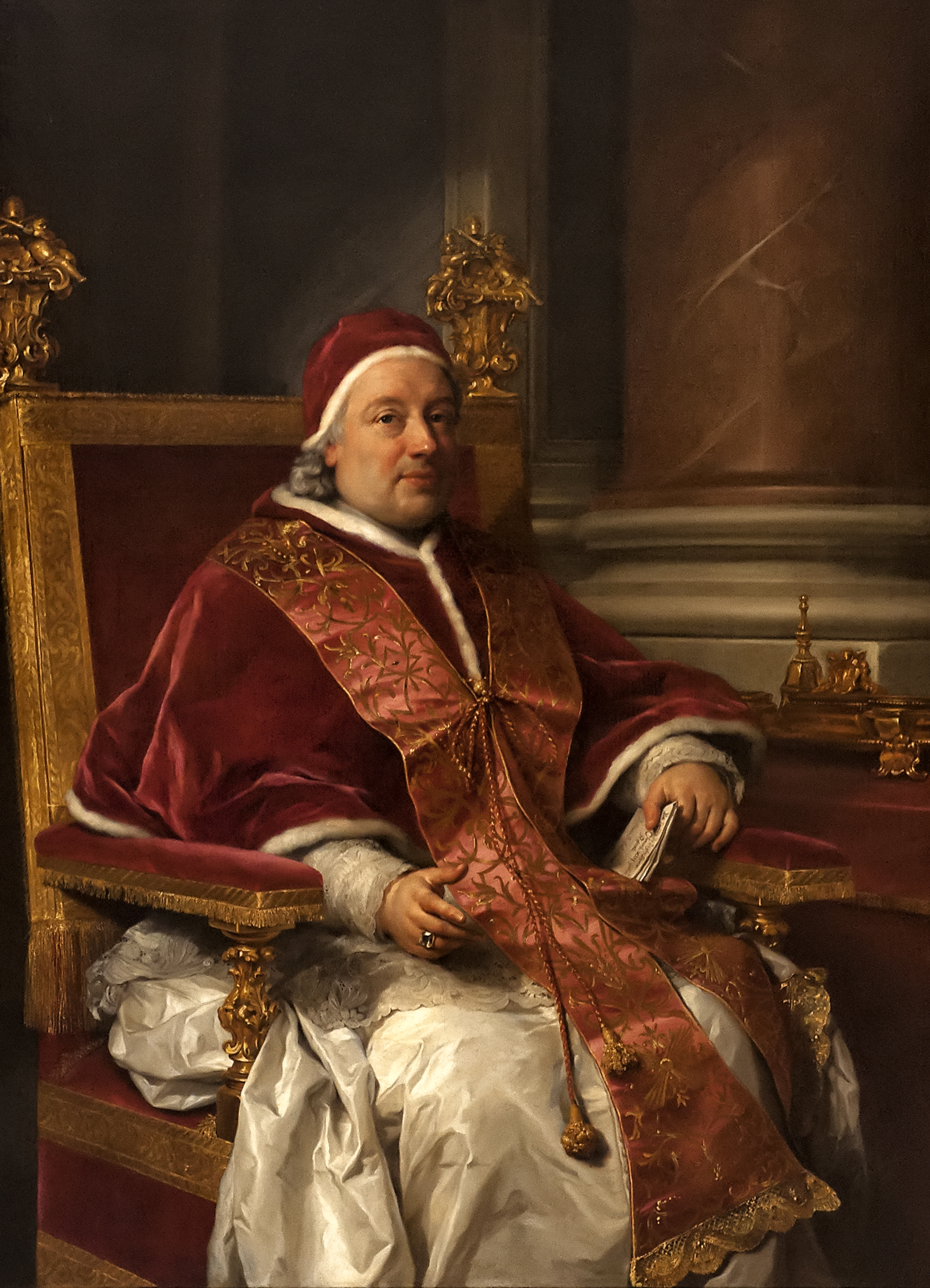
Papa Clemente XIII

Questa voce raccoglie l'elenco completo dei concistori per la creazione di nuovi cardinali presieduti da papa Clemente XIII, con l'indicazione di tutti i cardinali creati (52 nuovi cardinali in 7 concistori). I nomi sono posti in ordine di creazione.

## 11 settembre 1758 (I)
Un cardinale riservato "in pectore":
- Carlo Rezzonico, nipote di Sua Santità, decano della Camera Apostolica; creato cardinale presbitero di San Lorenzo in Damaso (pubblicato il 2 ottobre 1758); deceduto il 26 gennaio 1799.

## 2 ottobre 1758 (II)
Oltre alla pubblicazione del cardinale Carlo Rezzonico, furono creati:
- Antonio Maria Priuli, vescovo di Vicenza; creato cardinale presbitero di Santa Maria della Pace (titolo ricevuto il 13 luglio 1759); deceduto il 26 ottobre 1772;
- François-Joachim de Pierres de Bernis, arcivescovo di Albi; creato cardinale presbitero di San Silvestro in Capite (titolo ricevuto il 26 giugno 1769); deceduto il 3 novembre 1794.

## 24 settembre 1759 (III)
Nel suo terzo concistoro, papa Clemente XIII creò ventidue nuovi cardinali:
- Ferdinando Maria de Rossi, patriarca titolare di Costantinopoli dei Latini; creato cardinale presbitero di San Silvestro in Capite, deceduto il 4 febbraio 1775;
- Ignazio Michele Crivelli, arcivescovo titolare di Cesarea di Cappadocia, nunzio apostolico in Austria; creato cardinale presbitero di San Bernardo alle Terme (titolo ricevuto il 17 agosto 1761); deceduto il 29 febbraio 1768;
- Ludovico Merlini, arcivescovo titolare di Atene, delegato apostolico di Urbino; creato cardinale presbitero di Santa Prisca (titolo ricevuto il 21 luglio 1760); deceduto il 12 novembre 1762;
- Filippo Acciaiuoli, arcivescovo titolare di Petra, nunzio apostolico in Portogallo; creato cardinale presbitero di Santa Maria degli Angeli (titolo ricevuto il 6 aprile 1761); deceduto il 24 luglio 1766;
- Luigi Gualterio, arcivescovo titolare di Mira, nunzio apostolico in Francia; creato cardinale presbitero di San Giovanni a Porta Latina (titolo ricevuto il 24 marzo 1760); deceduto il 24 luglio 1761;
- Girolamo Spinola, arcivescovo titolare di Laodicea di Frigia, nunzio apostolico in Spagna; cardinale presbitero di Santa Balbina (titolo ricevuto il 15 dicembre 1760); deceduto il 22 luglio 1784;
- Antonio Maria Erba-Odescalchi, arcivescovo titolare di Nicea, vicario generale di Sua Santità per la Diocesi di Roma; creato cardinale presbitero di San Marcello; deceduto il 28 marzo 1762;
- Sante Veronese, vescovo di Padova, creato cardinale presbitero; deceduto il 1º febbraio 1767, senza essersi recato a Roma per ricevere il titolo;
- Ludovico Valenti, vescovo di Rimini; creato cardinale presbitero di Santa Susanna; deceduto il 18 ottobre 1763;
- Giuseppe Maria Castelli, tesoriere generale della Camera Apostolica; creato cardinale presbitero di Sant'Alessio e deceduto il 9 aprile 1780;
- Pietro Francesco Bussi, decano della Sacra Rota Romana; creato cardinale presbitero di Santa Maria in Via; deceduto il 10 settembre 1765;
- Gaetano Fantuzzi Gottifredi, segretario della S.C. dei Riti; creato cardinale presbitero di Sant'Agostino e deceduto il 1º ottobre 1778;
- Giuseppe Agostino Orsi, O.P., Maestro del Sacro Palazzo Apostolico; creato cardinale presbitero di San Sisto; deceduto il 13 giugno 1761;
- Pietro Girolamo Guglielmi, uditore dei Tribunali della Segnatura Apostolica; creato cardinale presbitero della Santissima Trinità al Monte Pincio; deceduto il 15 novembre 1773;
- Giuseppe Alessandro Furietti, segretario della S.C. del Concilio; creato cardinale presbitero dei Santi Quirico e Giulitta; deceduto il 14 gennaio 1764;
- Pietro Paolo de Conti, segretario della S.C. dell'Immunità ecclesiastica; creato cardinale presbitero di San Girolamo degli Schiavoni; deceduto il 14 dicembre 1770;
- Nicolò Maria Antonelli, segretario della S.C. del Buon Governo; creato cardinale presbitero dei Santi Nereo e Achilleo; deceduto il 25 settembre 1767;
- Lorenzo (Giovanni Vincenzo Antonio) Ganganelli, O.F.M.Conv., consultore della S.C. dell'Inquisizione;  creato cardinale presbitero di San Lorenzo in Panisperna;  poi eletto papa con il nome di Clemente XIV il 19 maggio 1769; deceduto il 22 settembre 1774;
- Giovanni Costanzio Caracciolo, uditore generale della Camera Apostolica; creato cardinale diacono di San Cesareo in Palatio; deceduto il 22 dicembre 1780;
- Nicola Perrelli, tesoriere generale della Camera Apostolica; creato cardinale diacono di San Giorgio in Velabro; deceduto il 24 febbraio 1772;
- Marcantonio Colonna, Maestro di camera della Corte Pontificia; creato cardinale diacono di Santa Maria in Aquiro; deceduto il 4 dicembre 1793;
- Andrea Corsini, pronipote di papa Clemente XII, chierico della Camera Apostolica; creato cardinale diacono di Sant'Angelo in Pescheria; deceduto il 18 gennaio 1795.

## 23 novembre 1761 (IV)
Nel suo quarto concistoro, papa Clemente XIII creò dieci nuovi cardinali:
- Buenaventura de Córdoba Espinosa de la Cerda, patriarca delle Indie Occidentali; cardinale presbitero di San Lorenzo in Panisperna (titolo ricevuto il 26 giugno 1769); deceduto il 6 maggio 1777;
- Christoph Bartholomäus Anton Migazzi von Waal und Sonnenthurn, arcivescovo di Vienna; creato cardinale presbitero dei Santi Quattro Coronati (titolo ricevuto il 3 aprile 1775); deceduto il 14 aprile 1803;
- Antoine Clériade de Choiseul-Beaupré, arcivescovo di Besançon; creato cardinale presbitero; deceduto il 7 gennaio 1774, senza essersi mai recato a Roma per ricevere il titolo;
- Jean-François-Joseph de Rochechouard de Faudoas, vescovo di Laon; creato cardinale presbitero di Sant'Eusebio (titolo ricevuto il 25 gennaio 1762); deceduto il 20 marzo 1777;
- Franz Christoph von Hutten zu Stolzenfels, vescovo di Spira; creato cardinale presbitero; deceduto il 20 aprile 1770, senza essersi mai recato a Roma per ricevere il titolo;
- Enrichetto Virginio Natta, O.P., vescovo di Alba; creato cardinale presbitero; deceduto il 29 giugno 1768, senza essersi mai recato a Roma per ricevere il titolo;
- Giovanni Molin, vescovo di Brescia; creato cardinale presbitero di San Sisto (titolo ricevuto il 26 giugno 1769); deceduto il 14 marzo 1773;
- Louis-César-Constantin de Rohan-Guémené-Montbazon, principe-vescovo di Strasburgo; cardinale presbitero; morto l'11 marzo 1779, senza essersi recato a Roma per ricevere il titolo;
- Baldassarre Cenci, junior, segretario della S.C. dell'Inquisizione; creato cardinale presbitero di Santa Maria in Ara Coeli (titolo ricevuto il 25 gennaio 1762); deceduto il 2 marzo 1763;
- Cornelio Caprara, governatore di Roma e vice-camerlengo di Santa Romana Chiesa; cardinale diacono dei Santi Cosma e Damiano (titolo ricevuto il 25 gennaio 1762); deceduto il 5 aprile 1765.

## 18 luglio 1763 (V)
- Simone Buonaccorsi, segretario della S.C. dei Vescovi e dei Regolari; creato cardinale presbitero di San Giovanni a Porta Latina; deceduto il 27 aprile 1776;
- Andrea Negroni, uditore dei Tribunali della Segnatura Apostolica; creato cardinale diacono di Santa Maria in Aquiro; deceduto il 17 gennaio 1789.

## 21 luglio 1766 (VI)
- Giovanni Ottavio Bufalini, arcivescovo titolare di Calcedonia, Maestro di camera della Corte Pontificia; creato cardinale presbitero di Santa Maria degli Angeli; deceduto il 3 agosto 1782;
- Giovanni Carlo Boschi, arcivescovo titolare di Atene, segretario della S.C. dei Riti; creato cardinale presbitero dei Santi Giovanni e Paolo; deceduto il 6 settembre 1788.

## 26 settembre 1766 (VII)
Nel suo settimo concistoro, papa Clemente XIII creò tredici nuovi cardinali:
- Lodovico Calini, patriarca titolare di Antiochia dei Latini; creato cardinale presbitero di Sant'Anastasia; deceduto il 9 dicembre 1782;
- Niccolò Serra, arcivescovo titolare di Mitilene, uditore generale della Camera Apostolica; creato cardinale presbitero di Santa Croce in Gerusalemme, deceduto il 14 dicembre 1767;
- Niccolò Oddi, S.J., arcivescovo di Ravenna; creato cardinale presbitero di Santa Maria in Ara Coeli; deceduto il 25 maggio 1767;
- Antonio Branciforte Colonna, arcivescovo titolare di Tessalonica, nunzio apostolico emerito a Venezia; creato cardinale presbitero di Santa Maria in Via; deceduto il 31 luglio 1786;
- Lazzaro Opizio Pallavicini, arcivescovo titolare di Lepanto, nunzio apostolico in Spagna; cardinale presbitero dei Santi Nereo e Achilleo (titolo ricevuto il 20 giugno 1768); morto il 23 febbraio 1785
- Vitaliano Borromeo, Arcivescovo titolare di Tebe, nunzio apostolico in Austria; cardinale presbitero di Santa Maria in Ara Coeli (titolo ricevuto il 19 dicembre 1768); deceduto il 7 giugno 1793;
- Pietro Colonna Pamphili, arcivescovo titolare di Colossi, nunzio apostolico in Francia; creato cardinale presbitero di Santa Maria in Trastevere, deceduto il 4 dicembre 1780;
- Giuseppe Simonetti, arcivescovo titolare di Petra, segretario della S.C. dei Vescovi e dei Regolari; creato cardinale presbitero di San Marcello; deceduto il 4 gennaio 1767;
- Urbano Paracciani Rutili, arcivescovo di Fermo; creato cardinale presbitero di San Callisto (titolo ricevuto il 15 giugno 1767); deceduto il 2 gennaio 1777;
- Filippo Maria Pirelli, arcivescovo titolare di Damasco, segretario della S.C. del Concilio; creato cardinale presbitero di San Crisogono; deceduto il 10 gennaio 1771;
- Enea Silvio Piccolomini, governatore di Roma e vice-camerlengo di Santa Romana Chiesa; creato cardinale diacono di Sant'Adriano al Foro; deceduto il 18 novembre 1768;
- Saverio Canale, tesoriere generale della Camera Apostolica; creato cardinale diacono di Santa Maria della Scala; deceduto il 20 marzo 1773;
- Benedetto Veterani, segretario della S.C. dell'Inquisizione; creato cardinale diacono dei Santi Cosma e Damiano; deceduto il 12 agosto 1776.

## Fonti
- (EN) Catholic-Hierarchy: Its Bishops and Dioceses, Current and Past, su catholic-hierarchy.org.